# Batalla de El Guettar
La batalla de El Guetar fue un  enfrentamiento bélico de la Campaña de Túnez en la II Guerra Mundial. Tuvo lugar entre el 23 de marzo y el 3 de abril de 1943 en el norte de África, cerca de la localidad de El Guettar, en el centro de Túnez. Se enfrentaron el Grupo de Ejércitos África formado por unidades alemanas e italianas con el II Cuerpo del Ejército de los Estados Unidos. Aunque la batalla no tuvo un resultado concluyente, muchos consideran que fue una victoria de Estados Unidos. Las pérdidas humanas y en material fueron muy importantes para ambos bandos.

## Antecedentes
A mediados de 1942 se produjo el desembarco aliado en el noroeste de África (Operación Torch). En febrero de 1943 tuvo lugar la batalla del paso de Kasserine en un paso de 3.2 km de ancho situado en  la cordillera del Atlas, al oeste de Túnez, el enfrentamiento terminó con derrota total del ejército estadounidense. Esta derrota fue la causa de que el general Lloyd Ralston Fredendall que se encontraba al mando del II Cuerpo de Ejército estadounidense fuera sustituido por George Patton.

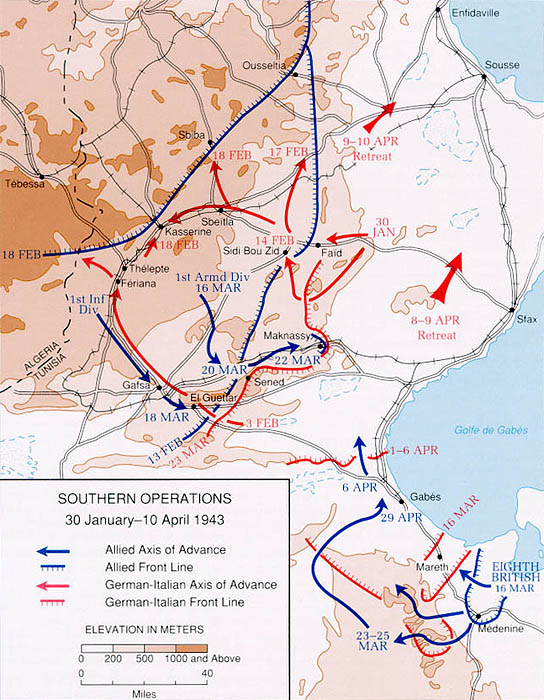

El 17 de marzo de 1943, la Primera División de Infantería estadounidense tomó la ciudad de Gafsa en Túnez y la dispuso como base de suministro para futuras operaciones. El 18 de marzo, el Primer Batallón de Rangers, dirigido por el coronel William Orlando Darby ocupó la localidad de El Guettar y su oasis, capturando 200 prisioneros italianos. En respuesta a esta acción, los alemanes prepararon un contraataque para recuperar el enclave dirigido por el general Freidrich Von Broich.

## Desarrollo

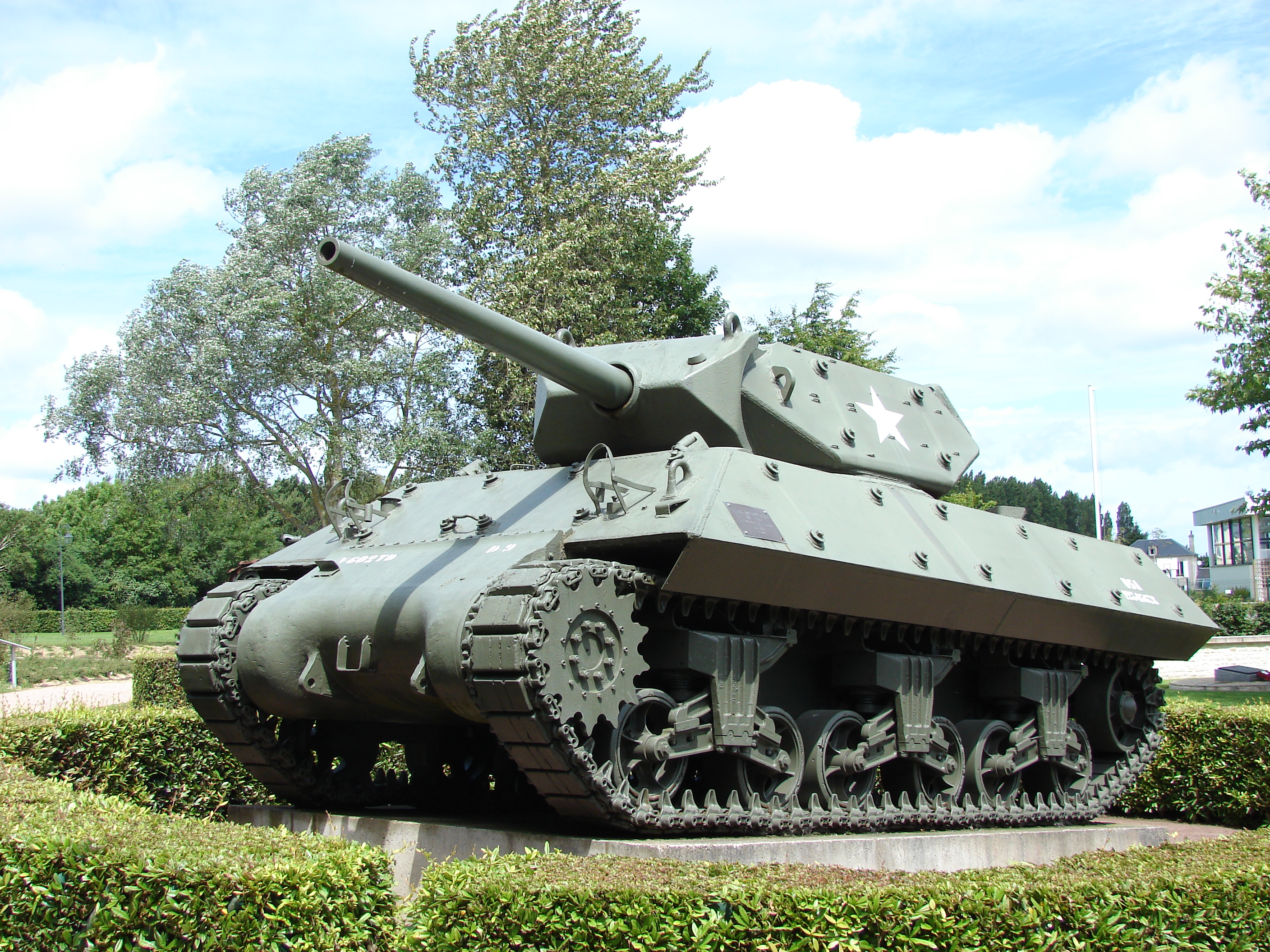
Cazacarros estadounidense M10

La acción se inició a las 7 horas del 23 de marzo de 1943 con un ataque de las fuerzas alemanas de la 10ª División Panzer. La respuesta de la artillería y cazacarros M10 Wolverine estadounidenses bien situados en los Montes Mcheltar y Djebel Berda fue contundente, la División Panzer avanzó inicialmente con rapidez pero se ralentizó al comprobar que el terreno estaba minado. Los alemanes optaron por retirarse tras sufrir numerosas bajas y la pérdida de 38 carros de combate, 30 por disparos de la artillería y los cazacarros y 8 por explosión de minas. Aquel mismo día a las 18 horas realizaron un segundo intento con apoyo aéreo y refuerzos de la 131 División Blindada italiana que resultó también infructuoso, por lo que la 10ª División Panzer se retiró hacia Gabes. Sin embargo las fuerzas estadounidense no pudieron aprovechar el fracaso alemán y sus ataques por la carretera de Gabes fueron detenidos, debido a entre otras razones a falta de  coordinación entre las fuerzas aéreas y terrestres aliadas. Finalmente, el 28 de marzo el Octavo Ejército estadounidense capturó El Hamma, obligando a las fuerzas del Eje a abandonar Gabes y dirigirse a posiciones defensivas en las colinas situadas al oeste de Enfidaville.